# Moukhavets
La Moukhavets (en biélorusse : Мухаве́ц ; en russe : Мухавец ; en polonais : Muchawiec) est une rivière de Biélorussie, affluent du Boug occidental. Elle est longue de 113 kilomètres. 
Le Moukhavets arrose la ville de Brest.